# أهواك (فلم)
أهواك هو فيلم كوميدي-رومانسي مصري، من إخراج محمد سامي وعمر جابر وتأليف وليد يوسف , محمد سامي. الفيلم من بطولة تامر حسني، وغادة عادل، وانتصار، ومحمود حميدة، وأمل رزق، وأحمد مالك، وإلهام عبد البديع، وسعاد القاضي.
ظهر الفيلم ضمن موسم أفلام عيد الأضحى 1436 هـ (وافق عيد الأضحى 24 سبتمبر 2015).
وهو أول تجربة إنتاجية للمنتجة رنا السبكي ابنة المنتج محمد السبكي. يعتبر في أهواك الفيلم الذي يعود به المطرب تامر حسني للسينما بعد فيلمه عمر وسلمى 3 الذي صدر في عام 2012.
قصة الفيلم مأخوذة عن الفيلم الأمريكي أمر معقد. أما اسمه فهو مأخوذ من أغنية بنفس الاسم. غناها عبد الحليم حافظ في فيلم بنات اليوم عام 1957.
تدور أحداث الفيلم حول شريف قابيل (تامر حسني) الذي هو طبيب متخصص في جراحات التجميل، يتعرف عن طريق شقيقته نجوى على شابة صغيرة في السن تدعى بسنت ويعجب بها، ولكنه عندما تسنح له الفرصة لمقابلة والدتها العزباء رنا (غادة عادل) والتواجد معها في نفس المكان لفترة، يزداد إعجابه بالأم، فيحاول طيلة الوقت أن يوقعها في حبه خلال تواجده معها بالغردقة بدعوة من الابنة.

## طاقم العمل
- تامر حسني بدور شريف قابيل
- غادة عادل بدور رنا
- إنتصار بدور بهيرة
- محمود حميدة بدور حمزة
- أمل رزق بدور نجوى قابيل
- أحمد مالك بدور أحمد
- إلهام عبد البديع بدور بسنت حمزة
- سعاد القاضي

## معلومات أخرى
| - جرافيكس : أحمد البنداري - ميكساج : طارق علوش - مهندس الصوت : محمد الدالي - ديكور : إسلام البنا | - دعاية : غادة عز الدين - مصمم الإعلان : شريف عابدين - ملابس : عبير الأنصاري |

## روابط خارجية
- مقالات تستعمل روابط فنية بلا صلة مع ويكي بيانات